# Broken Arrow (película de 1996)
Broken Arrow (en España Broken Arrow: alarma nuclear y en Hispanoamérica Código: Flecha Rota) es una película de acción americana de 1996 dirigida por John Woo, escrita por Graham Yost, y protagonizada por John Travolta, Christian Slater y Samantha Mathis. Trata del robo de dos armas nucleares y se lo considera un neo-western.

## Argumento

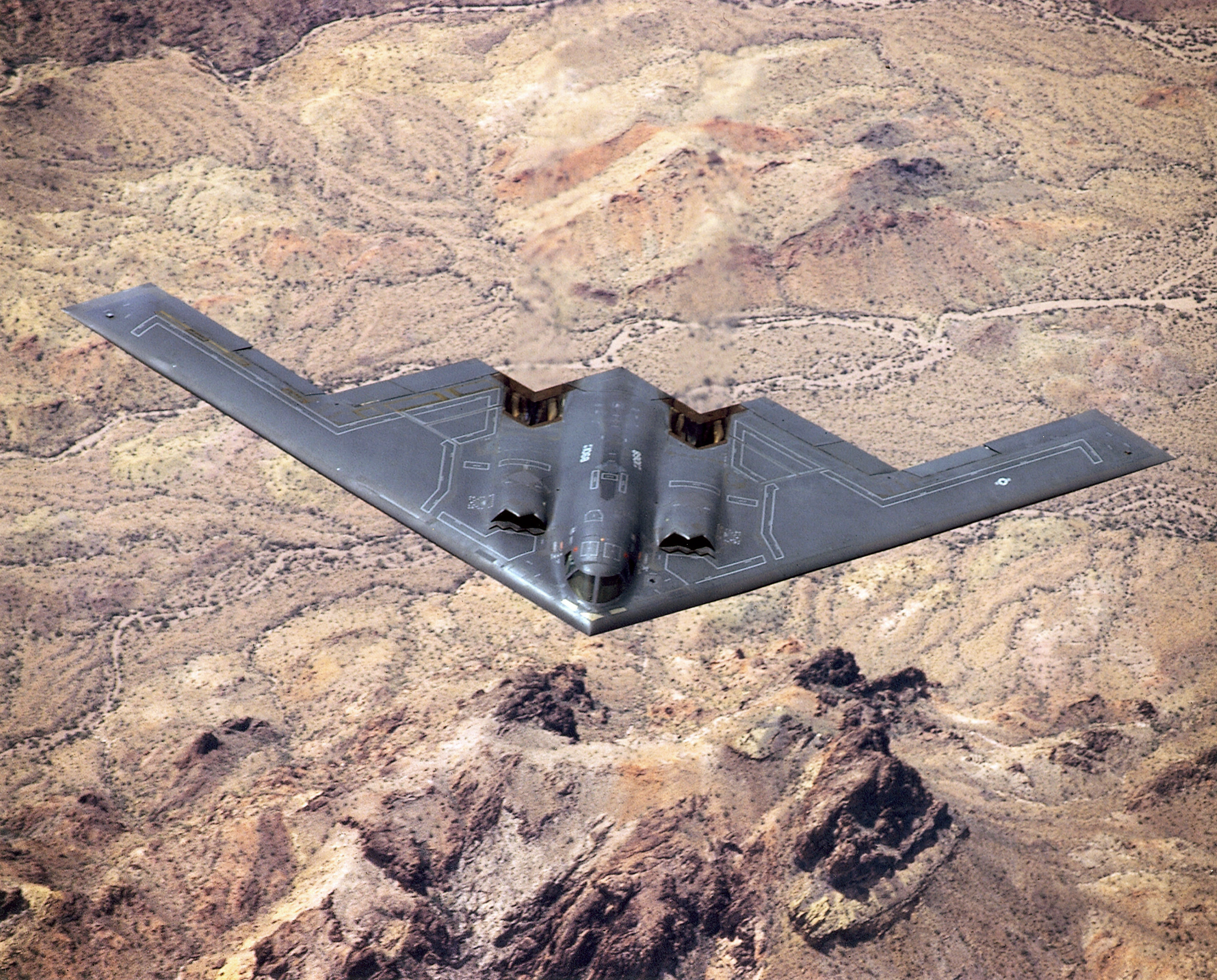
Bombardero B-2

El Mayor Vic Deakins y el Capitán Riley Hale son pilotos en la Fuerza Aérea de los Estados Unidos. Durante un ejercicio en los cielos de Utah, cuando vuelan en un Bombardero B-2 con dos B83 bombas nucleares a bordo, Deakins intenta matar a Hale y libera las bombas del avión sin detonarlas. Ambos saltan en paracaídas y el bombardero se estrella en las Canyonlands de Utah.
Un equipo de rescate es enviado para recuperar las cabezas nucleares pero son eliminados por un grupo liderado por el Sgt. Kelly, cómplice de Deakins, quien planea chantajear al gobierno con la amenaza de detonar una cabeza en una ciudad.
Hale sobrevive a la ejección y con la ayuda de la Ranger Terry Carmichael consigue recuperar una de las cabezas guardada en un Humvee y huyen a una mina de cobre cercana. Allí Hale intenta inutilizarlas introduciendo códigos incorrectos. Aun así, Deakins había anticipado esta posibilidad y amañó el dispositivo. Como resultado, Hale, sin quererlo activa, la bomba para explotar en 30 minutos.
Incapaz de desactivar la bomba, Hale la baja a lo más profundo de la mina abandonada para que la radiación no salga a la superficie. Hale y Terry consiguen escapar de la mina por un río subterráneo justo antes de que la bomba explote. La bomba produce un EMP que destruye el helicóptero del NEST que perseguía a Deakins, que ahora tiene vía libre para huir por el río, pero Terry es rápida y consigue infiltrarse en su transporte.
Mientras, Hale es rescatado por el ejército y deduce que Deakins pretende utilizar un tren para transportar la bomba que queda. Viajando en helicóptero Hale alcanza al tren y lo toma en marcha. Terry es descubierta por uno de los mercenarios, pero consigue eliminarle de un martillazo. Hale se ocupa de los demás hasta que quedan él y Deakins, luchando cara a cara por el detonador que puede desarmar o detonar la bomba...

## Reparto
- John Travolta es Vick "Deak" Deakins.
- Christian Slater es Capitán Riley Hale.
- Samantha Mathis es la guardabosques Terry Carmichael.
- Delroy Lindo es Coronel Max Wilkins.
- Frank Whaley es Giles Prentice.
- Bob Gunton es Pritchett.
- Howie Long es Sargento Kelly.
- Casey Biggs es Novacek.
- Shaun Toub es Max.
- Vyto Ruginis es Johnson.
- Vondie Curtis-Sala es Sargento Sam Rhodes.
- Kurtwood Smith es el Secretario de Defensa Baird.
- Carmen Argenziano es General Boone.
- Jack Thompson es el Presidente de los Jefes de Junta de Personal.
- Daniel von Bargen es General Creely.

## Producción
El rodaje empezó en abril de 1995 y tuvo lugar alrededor del Glen Canyon Área Recreativa Nacional en el condado de Kane, Utah. La escena de lago con Hale & Terry estuvo filmada en el Lago Powell. Las secuencias del desierto fueron filmadas en el Mojave, Barstow, California, y en el Condado de Coconino, Arizona. La escena de clímax final en el tren fue filmada en el ferrocarril privado Central Montana Raíl, Inc. (CM) en Fergus entre las villas de Lewistown y Denton, Montana. Varios coches de tren especialmente remodelados para la película fueron enviados a Lewiston, y el rodaje del clímax llevó seis semanas. 
La música, con reminiscencias del salvaje oeste, estuvo compuesta por Hans Zimmer, y fue interpretada por el guitarrista Duane Eddy. Finalmente la producción se completó en agosto de 1995.

## Recepción
Broken Arrow fue Núm.  1 de taquilla en su fin de semana de apertura, recaudando $15.6 millones. Finalmente tuvo un doméstico bruto de $70,770,147 y un internacional bruto de $79,500,000, para un total en todo el mundo bruto de $150,270,147. Para resumirlo, la película tuvo un gran éxito de taquilla, lo que permitió al director tomar las riendas del proyecto más ambicioso de su carrera, Cara a cara (1997).

### Crítica
Tomates Podridos le da un 53%, una revisión positiva, con un índice de media ponderada de 5.9 de 10. Metacritic calculó una puntuación media de 61, "generalmente con revisiones favorables". Sin embargo, esta también es la única película en la historia de Siskel & Ebert & las Películas donde Roger Ebert convenció a Gen Siskel para cambiar su veredicto de positivo a negativo.

## Lanzamientos
| País                                                                          | Fecha de estreno              |
| ----------------------------------------------------------------------------- | ----------------------------- |
| Alemania                                                                      | Jueves 15 de febrero de 1996  |
| Argentina                                                                     | Jueves 4 de abril de 1996     |
| Australia                                                                     | Jueves 28 de marzo de 1996    |
| Austria                                                                       | Viernes 16 de febrero de 1996 |
| Bélgica                                                                       | Miércoles 6 de marzo de 1996  |
| Belice · Costa Rica · El Salvador · Guatemala · Honduras · Nicaragua · Panamá | Viernes 15 de marzo de 1996   |
| Bolivia                                                                       | Martes 16 de abril de 1996    |
| Brasil                                                                        | Jueves 4 de abril de 1996     |
| Bulgaria                                                                      | Viernes 3 de mayo de 1996     |
| Chile                                                                         | Jueves 25 de abril de 1996    |
| Chipre                                                                        | Viernes 22 de marzo de 1996   |
| Colombia                                                                      | Viernes 12 de abril de 1996   |
| Corea del Sur                                                                 | Sábado 18 de mayo de 1996     |
| Croacia                                                                       | Jueves 9 de mayo de 1996      |
| Dinamarca                                                                     | Viernes 26 de abril de 1996   |
| Ecuador                                                                       | Miércoles 1 de mayo de 1996   |
| Egipto                                                                        | Lunes 29 de julio de 1996     |
| Eslovenia                                                                     | Jueves 25 de abril de 1996    |
| España                                                                        | Viernes 29 de marzo de 1996   |
| Estados Unidos · Canadá                                                       | Viernes 9 de febrero de 1996  |
| Estonia                                                                       | Viernes 26 de abril de 1996   |
| Filipinas                                                                     | Miércoles 29 de mayo de 1996  |
| Finlandia                                                                     | Viernes 22 de marzo de 1996   |
| Francia                                                                       | Miércoles 6 de marzo de 1996  |

| País                         | Fecha de estreno              |
| ---------------------------- | ----------------------------- |
| Grecia                       | Viernes 22 de marzo de 1996   |
| Hong Kong                    | Jueves 25 de abril de 1996    |
| Hungría                      | Jueves 18 de abril de 1996    |
| India                        | Viernes 21 de junio de 1996   |
| Indonesia                    | Martes 30 de abril de 1996    |
| Israel                       | Viernes 22 de marzo de 1996   |
| Italia                       | Viernes 29 de marzo de 1996   |
| Jamaica                      | Miércoles 20 de marzo de 1996 |
| Japón                        | Sábado 16 de marzo de 1996    |
| Letonia                      | Viernes 26 de abril de 1996   |
| Líbano                       | Viernes 19 de abril de 1996   |
| Lituania                     | Viernes 19 de abril de 1996   |
| Malasia                      | Jueves 23 de mayo de 1996     |
| México                       | Jueves 4 de abril de 1996     |
| Noruega                      | Viernes 12 de abril de 1996   |
| Nueva Zelanda                | Viernes 19 de abril de 1996   |
| Países Bajos                 | Jueves 4 de abril de 1996     |
| Paraguay                     | Viernes 17 de mayo de 1996    |
| Perú                         | Viernes 19 de abril de 1996   |
| Polonia                      | Viernes 8 de marzo de 1996    |
| Portugal                     | Viernes 26 de abril de 1996   |
| Puerto Rico                  | Jueves 29 de febrero de 1996  |
| Reino Unido Irlanda          | Viernes 12 de abril de 1996   |
| República Checa · Eslovaquia | Jueves 25 de abril de 1996    |
| República Dominicana         | Miércoles 24 de abril de 1996 |
| Rumania                      | Viernes 10 de mayo de 1996    |
| Rusia                        | Viernes 23 de agosto de 1996  |
| Serbia y Montenegro          | Jueves 30 de mayo de 1996     |
| Singapur                     | Jueves 23 de mayo de 1996     |
| Sudáfrica                    | Viernes 19 de abril de 1996   |
| Suecia                       | Viernes 15 de marzo de 1996   |
| Suiza                        | Viernes 8 de marzo de 1996    |
| Tailandia                    | Viernes 10 de mayo de 1996    |
| Taiwán                       | Sábado 16 de marzo de 1996    |
| Turquía                      | Viernes 24 de mayo de 1996    |
| Ucrania                      | Viernes 23 de agosto de 1996  |
| Uruguay                      | Viernes 19 de abril de 1996   |
| Venezuela                    | Miércoles 10 de abril de 1996 |

## Relación con la realidad
En agosto de 2007 en una base aérea de Dakota del Norte se cargaron por error seis misiles equipados con cabezas nucleares en un avión sin las debidas medidas de seguridad. Al incidente se le aplicó un código "Bent Spear" en lugar de un "Broken Arrow".